# Pegesimallus albidipennis
Pegesimallus albidipennis là một loài ruồi trong họ Asilidae. Pegesimallus albidipennis được Loew miêu tả năm 1858.